# Jan Mårtensson (född 1966)
Jan Thorbjörn Mårtensson, född 3 maj 1966 i Dalstorps församling i dåvarande Älvsborgs län, är en svensk medicinare och professor.
Mårtensson är utbildad sjuksköterska och blev 2002 medicine doktor då han vid Göteborgs universitet disputerade på en avhandling om livssituationen för patienter med hjärtsvikt. Han är professor i omvårdnad vid Hälsohögskolan, Jönköping samt "professor II" vid Högskolan i Bergen.
Mårtensson är uppvuxen i Knestorp, Dalstorp, Tranemo kommun, och gift med Eila Leppänen (född 1965).